# بلومینگتن (مینه‌سوتا)
بلومینگتن، مینه‌سوتا (به انگلیسی: Bloomington, Minnesota) یک شهر در ایالات متحده آمریکا است که در مینه‌سوتا واقع شده‌است.

## خصوصیات
بلومینگتن ۹۹٫۵۱ کیلومترمربع مساحت و ۸۲٬۸۹۳ نفر جمعیت دارد و ۲۵۲ متر بالاتر از سطح دریا واقع شده‌است.